# Staliana bicolis
Staliana bicolis är en insektsart som beskrevs av Medler 1999. Staliana bicolis ingår i släktet Staliana och familjen Flatidae. Inga underarter finns listade i Catalogue of Life.